# Kuzuköy, Demirci
Kuzuköy là một xã thuộc huyện Demirci, tỉnh Manisa, Thổ Nhĩ Kỳ. Dân số thời điểm năm 2011 là 344 người.